# Germain Roustan
Pour les articles homonymes, voir Roustan.
Germain Albert Roustan (Aix-en-Provence, 10 juin 1842 - Paris, 27 février 1903), est un officier de marine français. 

## Biographie
Il entre à l'École navale en octobre 1859 et en sort aspirant de 2e classe en septembre 1861. Il prend alors part à la campagne du Mexique (1862-1863) et se fait remarquer dans les combats à terre de Puebla et d'Orizaba. 
Aspirant de 1re classe (septembre 1863), il sert en escadre d'évolutions sur le vaisseau Castiglione sous les ordres de son oncle, le contre-amiral Fabre de La Maurelle et passe en 1865 sur la frégate cuirassée Normandie. Enseigne de vaisseau (septembre 1865), il est en 1866-1867 sur l'aviso Passe-partout en Méditerranée puis est détaché à l’École de tir de Châlons et est promu en mai 1869 lieutenant de vaisseau. 
En 1870, il embarque sur la frégate Revanche et prend part à la défense de Paris comme capitaine d'une compagnie au fort de Montrouge. L'année suivante, il sert sur l' Iéna puis sur la corvette cuirassée Alma (1872) et en 1873 sur la Belliqueuse à la division des mers de Chine et du Japon. 
En escadre d'évolutions sur le Magenta (1875), il voyage en 1876 en Indochine en tant que secrétaire et chef de cabinet de l'amiral Duperré puis passe sur le cuirassé Trident (1878) et devient ensuite commandant de l'aviso à roues Pétrel à la division du Levant. Délégué à la Commission du Danube, il est nommé capitaine de frégate en juillet 1881 et chef d'état-major de Duperré. 
Second du cuirassé Bayard au Tonkin dans l'escadre de l'amiral Courbet (avril 1883), il se distingue durant la campagne de Chine (1883-1884) aux batailles de la rivière Minh en sauvant son bâtiment. 
Capitaine de vaisseau (mai 1886), il est attaché naval à Londres d'octobre 1886 à juillet 1888 puis commande le croiseur Roland à la division de l’Atlantique (1888-1890) et le cuirassé Formidable en escadre de Méditerranée (1890-1891). 
Chef d'état-major de l'escadre de réserve puis de l'escadre de Méditerranée (1892-1893), il est promu contre-amiral en janvier 1894 et devient directeur du personnel au ministère de la Marine. En 1895, il commande la marine en Algérie puis est attaché à la personne du tsar de Russie lors de sa visite en France en septembre 1896. 
Directeur de l’École des hautes études de la marine (1897-1898), il commande en 1898-1899 sur le Charles Martel une division de l'escadre de Méditerranée et est nommé vice-amiral en janvier 1901. 
Membre du Conseil des travaux et de la Commission de tactique, il devient en septembre 1901 préfet maritime de Brest avant de prendre en avril 1902 le commandement, sur le Montcalm, de la division de la Baltique transportant le président de la République Émile Loubet en Russie. 
Préfet maritime de Toulon à son retour, il tombe malade aussitôt et meurt en activité le 27 février 1903.

## Récompenses et distinctions
- Chevalier (5 juillet 1863), Officier (6 juin 1871) puis Commandeur de la Légion d'honneur (11 juillet 1896).
- Officier de l'Instruction publique
- Une rue de La Ciotat porte son nom.